# 北京市西城外国语学校
北京市西城外国语学校，简称西城外国语学校，是一所位于北京市西城区的示范型普通高中，分为高中部、初中部。其中，初中部为学校的本部。

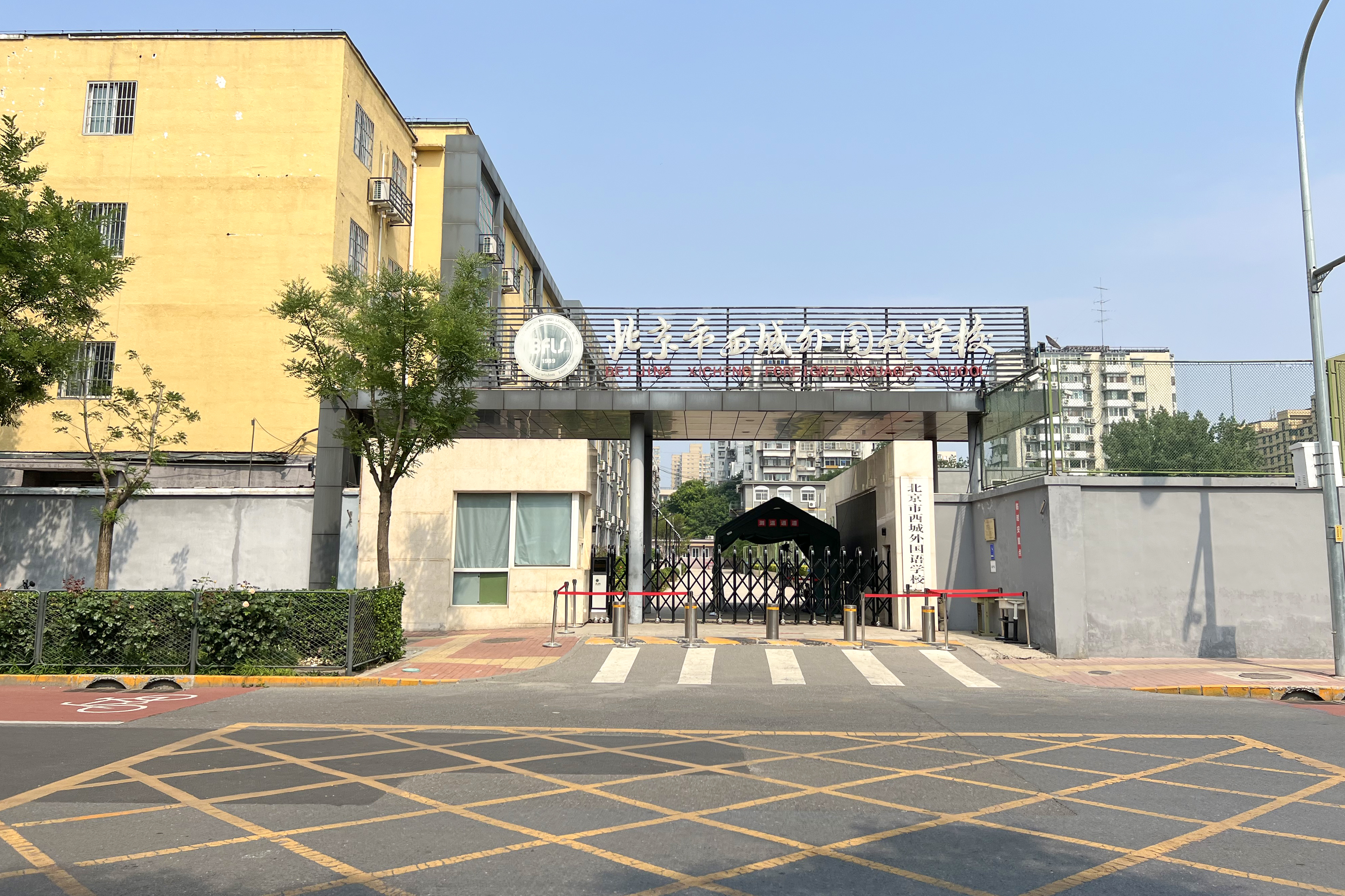
初中部

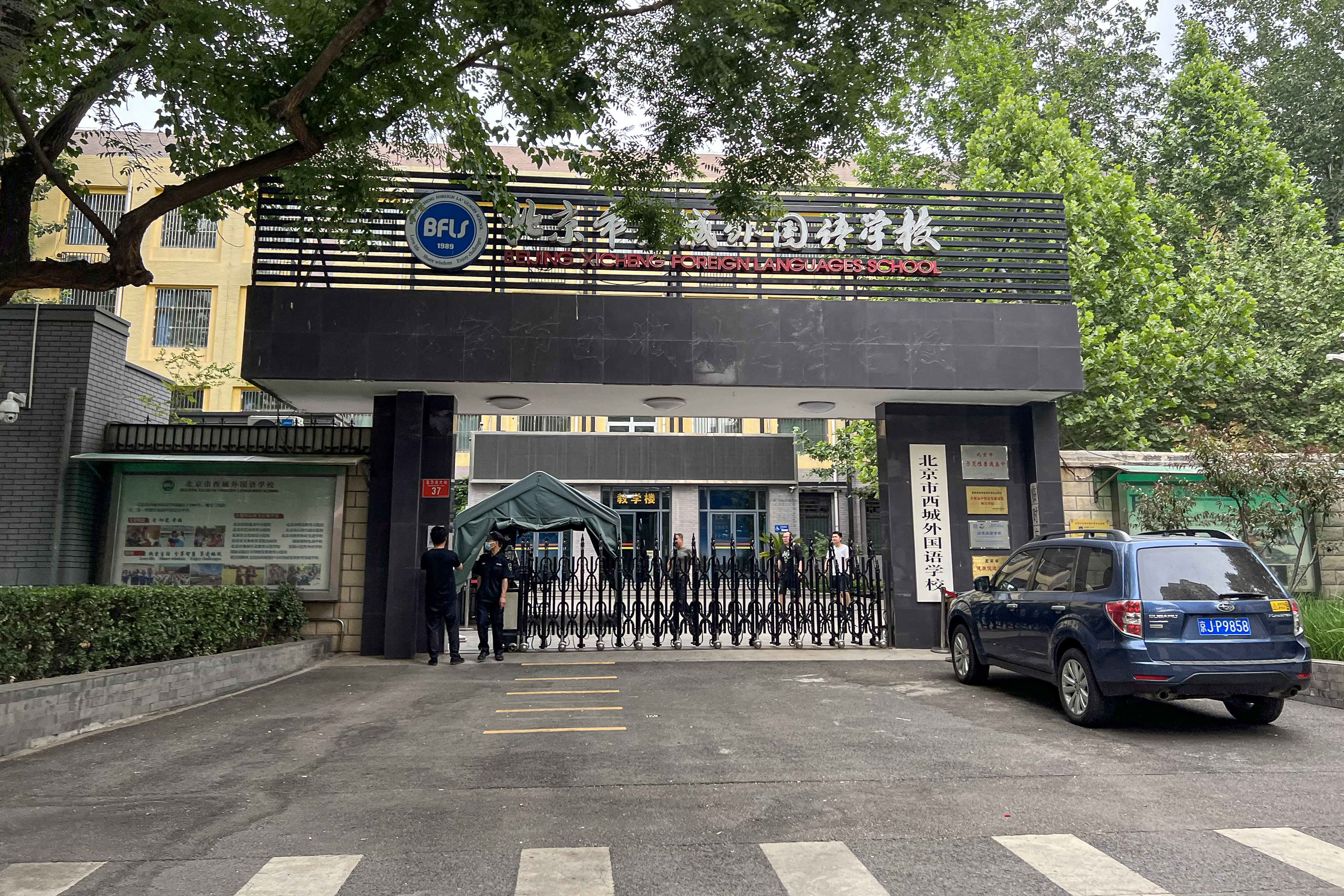
高中部

## 外部來源
- . 网易号. 京城教育圈.   [2025-01-05]. （原始内容存档于2025-01-14）.